# Bignicourt-sur-Saulx
Bignicourt-sur-Saulx település Franciaországban, Marne megyében. Lakosainak száma 156 fő (2022. január 1.). Bignicourt-sur-Saulx Blesme, Le Buisson, Étrepy, Heiltz-le-Maurupt, Heiltz-l’Évêque, Jussecourt-Minecourt és Maurupt-le-Montois községekkel határos.

## Népesség
A település népességének változása:
| Lakosok száma | 197  | 186  | 193  | 163  | 181  | 189  | 190  | 171  | 162  | 156  |
|               | 1968 | 1982 | 1990 | 2006 | 2013 | 2015 | 2017 | 2019 | 2020 | 2022 |